# Asterix und die Goten
Asterix und die Goten (französischer Originaltitel: Astérix et les Goths) ist der dritte Band der Asterix-Reihe von Albert Uderzo und René Goscinny. Darin reisen die Helden Asterix und Obelix nach Germanien, wohin der Druide Miraculix von den Westgoten – die ein Zerrbild der Deutschen darstellen – verschleppt wurde. 1961–1962 wurde er das erste Mal in der Zeitschrift Pilote veröffentlicht. 1965 erschien eine erste, inhaltlich aber verfremdete deutsche Übersetzung unter dem Titel Siggi und die Ostgoten im Magazin Lupo Modern des Kauka Verlags, die zweite, heute bekannte Fassung 1970 als siebter Band der Albenausgabe der Reihe im Egmont Verlag. Im Vergleich zu anderen Bänden der Reihe fällt Asterix und die Goten deutlich politischer aus und kann als Befürwortung der Teilung Deutschlands gesehen werden.

## Handlung
Der Druide Miraculix wird von Asterix und Obelix zum Treffen der gallischen Druiden im Karnutenwald begleitet, bei dem es sich nicht nur um ein geselliges Zusammentreffen handelt, sondern auch ein Wettkampf ausgetragen wird. Auf dem Weg treffen Asterix, Obelix und Miraculix auf dessen Freund Spürnix, der ebenfalls am Treffen der Druiden teilnimmt. Kurz vor ihrem Ziel werden sie von einer römischen Patrouille aufgehalten, die auf der Suche nach eingedrungenen Goten ist, sie aber passieren lässt, als sie nachweisen können, tatsächlich Druiden zu sein. Da nur Druiden den Wald betreten dürfen, verabschieden sich Asterix und Obelix von den beiden Druiden und warten am Waldrand.
Inzwischen sind die von den Römern gesuchten Westgoten unter der Führung von Rhetorik heimlich in den Karnutenwald eingedrungen und verfolgen aus einem Versteck im Gebüsch heraus den Wettkampf. Sie beabsichtigen, den Sieger des Wettstreites zu entführen und mit seiner Hilfe Gallien und zu guter Letzt das gesamte Römische Reich zu erobern. Der Druide Florix schafft es, mit nur wenigen Tropfen seines Zaubertrankes viele schöne Blumen wachsen zu lassen; Barometrix wirft ein wenig von seinem Pulver in die Luft, schon regnet es; Praktifix hat einen Weg gefunden, aus einem Trank Pulver zu machen, das in einem Sack verpackt weniger Platz wegnimmt als ein Topf, den er ebenfalls in ein Pulver verwandelt hat, und Spürnix hat einen Trank erfunden, mit dem er Pommes frites unversehrt mit bloßen Händen aus dem Kessel holen kann. Höhepunkt der Veranstaltung jedoch ist Miraculix’ Zaubertrank, der übermenschliche Kräfte verleiht. Deshalb gewinnt er und erhält als Preis den „goldenen Hinkelstein“. Als er seine Sachen für die Abreise zusammenpackt, wird er von den Goten überfallen, gefangen genommen und verschleppt.
Als Miraculix nicht wiederkommt, beschließen die Gefährten, den Wald zu betreten und ihn zu suchen. Sie stoßen auf Spürnix, der ebenfalls verwundert über Miraculix’ Verschwinden ist. Als sie einen gotischen Helm am Boden liegen sehen, müssen sie erkennen, dass Miraculix entführt worden ist. Daher beschließen Asterix und Obelix ins Land der Goten aufzubrechen.
Nach dem Aufbruch werden Asterix und Obelix von Römern aufgehalten, die sie, da Asterix noch den Helm bei sich trägt, für Goten halten. Zwar verprügeln Asterix und Obelix alle und fliehen, doch werden sie nun von den Römern gesucht. Diese halten sie für als Gallier verkleidete Goten, weshalb sich die Gallier zur Tarnung als Römer verkleiden. Die Goten hingegen können mit ihrer menschlichen Beute ungehindert durch Gallien ziehen und die Grenze überschreiten. Auch Asterix und Obelix gelangen über die Grenze nach  Germanien, wo Miraculix vom Chef Cholerik in einem Käfig eingesperrt gefangen gehalten wird. Um nicht aufzufallen, verkleiden sie sich als gotische Krieger.
Währenddessen will Cholerik, der Anführer der Goten, mit der Hilfe des Übersetzers Holperik erfragen, ob der Druide bereit sei, ihm den Zaubertrank zu brauen. Sein striktes „nein“ übersetzt Holperik, der um sein Leben fürchtet, allerdings mit „ja“ und nennt eine erfundene Zeitspanne von ein paar Tagen. Da er sieht, dass dies früher oder später auffliegen wird, beschließt er, des Nachts zu fliehen, zur römischen Grenze zu reisen und sich in Gallien niederzulassen. Er wird jedoch von einer gotischen Patrouille erwischt.
Um Miraculix zu finden, haben sich Asterix und Obelix einem Trupp gotischer Soldaten angeschlossen und gelangen so in eine gotische Kaserne. In der Nacht versuchen sie von dort zu fliehen, um ihre Suche weiter fortzusetzen. Dort werden sie allerdings von derselben Patrouille entdeckt, die gerade schon Holperik verhaftet hat. Alle drei werden in den Kerker geworfen. Es gelingt ihnen jedoch, von dort zu fliehen, wobei sie Holperik mitnehmen. Von diesem erfahren sie, wo sich Miraculix aufhält. Als sie in der Nähe auf Soldaten stoßen, macht Holperik diese auf die Gallier aufmerksam. Zwar verprügelt Obelix die Goten erst, doch dann entwickelt Asterix einen Plan und sie ergeben sich. Sie werden zu Cholerik geführt, wo sie endlich den entführten Miraculix wiedersehen. Dieser enthüllt dem Gotenchef, dass sein Übersetzer gelogen hat, denn Miraculix beherrscht die Sprache der Goten fließend. Cholerik entschließt sich in seiner Wut, alle vier am nächsten Tag hinzurichten, und sperrt sie wieder in den Kerker ein. Unter dem Vorwand, noch einmal vor ihrem Tod eine gallische Suppe genießen zu wollen, braut Miraculix für Holperik seinen Zaubertrank.
Als der Übersetzer am nächsten Tag gevierteilt werden soll, stellt sich heraus, dass die Pferde nicht stark genug sind. Holperik stürzt Cholerik vom Thron, macht sich selbst zum Chef und will nun Cholerik qualvoll hinrichten lassen. Asterix und Obelix wollen, da ihre Aufgabe erfüllt ist, nun wieder zurück nach Gallien, Miraculix meint jedoch, dass man erst noch genügend Verwirrung stiften müsse, damit die Goten mit sich selbst beschäftigt sind und die Übergriffe auf ihre Nachbarn, vor allem Gallien, aufhören. Miraculix versorgt zuerst Cholerik ebenfalls mit Zaubertrank, der daraufhin Holperik den Kampf ansagt, beide beginnen damit, eine Armee gegen den jeweils anderen aufzustellen. Miraculix sucht weitere geeignete Kandidaten und versorgt diese mit dem Zaubertrank, wodurch ein größerer und längerer Konflikt unter den Goten ausgelöst wird, die sogenannten „asterixinischen Kriege“.
Die drei Gallier kehren unbehelligt in ihr Dorf zurück, wo man sie schon für tot gehalten hat, da Spürnix ihnen die erschreckende Nachricht überbracht hat. Daraufhin wird ein großes Fest unter dem Sternenhimmel für die Heimkehrer ausgerichtet.

## Politischer Gehalt
Dieser Band verwendet mehrere Klischees der Franzosen über die Deutschen, vor allem deren (preußischen) Militarismus, Machtstreben, Grausamkeit und Reinlichkeit. Die deutsche Kleinstaaterei bzw. die deutsche Teilung werden als (einzig) brauchbarer Weg zur Zähmung des kriegslüsternen Nachbarn interpretiert. Die Goten tragen zur Veranschaulichung Pickelhauben und in der französischsprachigen Originalversion sind Hakenkreuze in einer Sprechblase und auf einer Flagge zu sehen. Zudem „sprechen“ die Goten in Frakturschrift, die als typisch deutsch gilt und bis 1941 (Normalschrifterlass) die Standardschrift in Deutschland darstellte. Die Unterscheidung zwischen Ost- und Westgoten sowie deren wechselnde Position in Europa während der Völkerwanderungszeit wird satirisch erwähnt.
Einen kritischen Blick auf das Album warf André Stoll in seinem Buch Asterix – Das Trivialepos Frankreichs: Bild- und Sprachartistik eines Besteller-Comics (1974). Der Band entspreche dem „patriotischen Bewusstsein“ Frankreichs bezüglich „äußerer Feinde“, in diesem Falle „die Deutschen“. Das in eine „barbarische Antike verlagerte Goten-Panorama“ setze sich dabei durch „grotesk überzeichnete Klischees“ zusammen. Dies entspreche dem Bild, das nach der Abtretung von Elsaß-Lothringen (1871) „mit Unterbrechungen und wechselnden Akzenten von den offiziellen Bildungs- und Informationsmedien (analog zur Propagandamaschinerie jenseits des Rheins) verbreitet wurde“. Auch der Bezeichnung ‚Goten‘ misst Stoll Bedeutung bei. Während der Name der Engländer, ‚Bretons‘, alte ethnische Gemeinsamkeiten betone, ersetze umgekehrt die Bezeichnung ‚Goten‘ für Deutsche den eher positiven Begriff ‚Germanen‘ («cousins germains» – ‚Kinder der Geschwister‘). Da die Westgoten die Römer als Invasoren und Besatzer ablösten, impliziere diese Bezeichnung im patriotischen Bewusstsein der Franzosen genau das Gegenteil.
Im Comic, speziell den „Kasernenhofszenen“, die Asterix und Obelix kostümiert miterleben, sieht Stoll eine „Allegorie der gerafften Entwicklung des deutschen Militarismus von Bismarck über Hindenburg, Hitler und zu dem Desaster von 1945, das in der Vision einer ‚Schlacht der beiden Besiegten‘ prophetisch seiner Vollendung zugeführt wird“.
André Stoll sieht für das „burlesk-martialische Kaleidoskop“ dieses Bandes zahlreiche Inspirationsquellen, vor allem in der französischen Propaganda im Ersten Weltkrieg. Als „unmittelbarste thematische Vorlage zur Goten-Expedition der beiden Helden“ sieht er die „maliziösen Rachefeldzüge“ der Comic-Grenadiere Croquignol, Ribouldingue und Filochard durch das Deutschland des Ersten Weltkriegs, gezeichnet seit dem 21. Januar 1915 im Wochenblatt L’Epatant durch Louis Forton zum Amüsement der Frontkämpfer und des Hinterlandes.
Albert Uderzo erklärte, da der Zweite Weltkrieg bei Erscheinen nicht lange zurücklag, prägte eine entsprechend antideutsche Sicht noch dieses Album.

### Bezüge innerhalb der Reihe und Anachronismen
Das Heft ist mit dem Vorgängerband Die Goldene Sichel inhaltlich verbunden: Dort erwähnt Miraculix, dass das Druidentreffen bald stattfinde, hier ist es soweit.
In den beiden vorausgehenden Bänden tauchen bereits Gestalten auf, die den Goten in ihrer Erscheinung sehr ähnlich sind: zwei Germanen zu Beginn von Asterix der Gallier, zwei Barbaren am Ende von Die goldene Sichel und ein germanischer Gastwirt, bei dem Asterix und Obelix eine Nacht während ihrer Reise nach Lutetia verbringen, im gleichen Album.
Die Goten als Volk haben in den späteren Abenteuern, wie Der Kampf der Häuptlinge, Asterix als Legionär sowie Asterix in Italien nochmals Gastauftritte, wobei ihre Darstellung nicht mehr negativ konnotiert ist. In Die Tochter des Vercingetorix trägt die Figur Adrenaline gotische Kleidung, die ihr besser als die gallische gefällt.
Die Namen der Goten tragen, wie die der meisten Völker im Asterix-Universum, charakteristische Endungen: -ic im französischen Original, -ik in der deutschen Übersetzung. In den deutschen Übersetzungen späterer Bände enden ihre Namen hingegen auf -ich, womit dem beabsichtigten Bezug auf historische Goten wie Alarich (frz. Alaric) oder Theoderich (frz. Théodoric) Rechnung getragen wird.
In diesem Comic existieren die Pommes frites bereits. Allerdings werden sie erst im späteren Band Asterix bei den Belgiern erfunden. Das Vorkommen von Pommes frites stellt einen Anachronismus dar, da Kartoffeln zu dieser Zeit in Europa nicht beheimatet waren, sondern erst im Zuge der Entdeckung der Neuen Welt eingeführt wurden.

### Historische Bezüge
Das Treffen im Karnutenwald wird schon von Gaius Iulius Caesar in seinem Werk Der Gallische Krieg erwähnt.
Die Goten, die hier für die Deutschen stehen, hatten in Wirklichkeit nur einen geringen Anteil an der deutschen Ethnogenese. Ihre ostgermanische Sprache ist ausgestorben. Sie siedelten in der Spätantike auf der anderen Seite der Donau, wo es immer wieder zu Kämpfen mit den Römern kam. Bei ihrem Eindringen ins Römische Reich kamen sie auch nach Italien, wo sie besonders im Norden siedelten und mit Franken, Alemannen und Bajuwaren in Kontakt kamen. Mittelalterliche deutsche Sagen wie das Nibelungenlied bewahren die Erinnerung an gotische Figuren, insbesondere Theoderich den Großen (Dietrich von Bern). 
Die an Gallien angrenzenden Gebiete Germaniens waren jedoch von anderen Stämmen besiedelt, die Gallier waren somit nicht, wie im Comic dargestellt, Nachbarn der Goten. Mit der Gotik, ursprünglich ein Schmähbegriff für den heute so bezeichneten Baustil, wurde in der Renaissance jedoch eine Verbindung zwischen Deutsch und Gotisch geschaffen. Die in diesem Band verwendete Deutsche Schrift wird umgangssprachlich auch als gotische Schrift bezeichnet, im Englischen ist Gothic hierfür verbreitet.
Die ‚asterixinischen Kriege‘ spielen auf die über ein Jahrtausend lang andauernde Phase von Konflikten zwischen den deutschsprachigen Ländern an, die (zur Zeit des Erscheinens dieses Albums) in der „Schlacht der beiden Besiegten“, der deutschen Teilung und dem Konflikt der beiden deutschen Teilstaaten, fortdauern würde. Der Thron des Germanenchefs hat zwei Adlerköpfe als Armstützen, eine Anspielung auf die Habsburger, die sowohl Deutschland als auch Österreich regierten.

## Veröffentlichung
Die Geschichte wurde ab 18. Mai 1961 in den Pilote-Ausgaben 82–122 veröffentlicht. Astérix chez les Goths erschien erstmals 1963 bei Dargaud als Band 3 der Reihe.
Eine verfälschende Übersetzung im Rahmen des Magazins Lupo Modern unter dem Titel Siggi und die Ostgoten wurde zum Politikum, da in Anlehnung an die deutsch-deutsche Teilung allzu offensichtlich die Gallier zu Westdeutschen und die Westgoten zu Ostdeutschen umgeschrieben wurden: Sie sprachen mit sächsischem Dialekt, redeten sich mit „Genosse“ an, und anstelle der Frakturschrift wurde teilweise rote Schrift verwendet.
Die Übersetzung führte zu einer politischen Debatte und dazu, dass der Comic der Bundesprüfstelle für jugendgefährdende Schriften vorgelegt wurde. Schließlich wurden auch Uderzo und Goscinny auf den Missbrauch aufmerksam, was dazu führte, dass auf Betreiben von Goscinny der Verlag Dargaud den Vertrag mit Kauka kündigte.
Die freigewordenen Rechte wurden vom Egmont Verlag erworben, der ab 1968 mit der Publikation der Asterix-Alben in neuer Übersetzung begann. 1970 erschien Asterix und die Goten erstmals als siebter Band der numerisch vom Original abweichenden deutschen Edition (Frankreich: Band 3).
Der Band wurde, wie die gesamte Serie, in eine Reihe anderer Sprachen weltweit übersetzt.